# 음력 4월 6일
음력 4월 6일은 음력 4월의 6번째 날이다.

## 사건
- 2015년 - 대한민국과 일본이 도쿄에서 2년 반만에 재무장관 회의를 개최하였다.

## 문화
- 1984년 - 교황 요한 바오로 2세, 여의도에서 한국 순교 성인 103위 시성.
- 2004년 - 대한민국 국회방송 개국.

## 탄생
- 1989년
  - 대한민국의 가수 노을.
  - 대한민국의 아나운서 이승희.

## 같이 보기
- 음력 360일: 1월 2월 3월 4월 5월 6월 7월 8월 9월 10월 11월 12월
- 전날:4월 5일 다음날:4월 7일 - 전달:3월 6일 다음달:5월 6일
- 양력:4월 6일
- 음력, 윤달